# Castello baronale (Sant'Antimo)
Il Castello baronale di Sant'Antimo è un edificio storico situato nel comune di Sant'Antimo, nella città metropolitana di Napoli. Risalente al XVI secolo, rappresenta uno dei principali punti di riferimento del centro abitato insieme al Santuario di Sant'Antimo Prete e Martire.

## Storia

### Periodo feudale
Il feudo di Sant'Antimo si sviluppò prima dell'anno 1000 e durante il dominio svevo passò sotto il controllo della famiglia Filangieri. Con l'avvento degli Angioini, il feudo fu concesso alla famiglia Stendardo fino al 1566, quando fu venduto alla famiglia Revertera.
I Duchi Revertera mantennero il possesso del castello fino al 1629. Il Duca Francesco Revertera fu considerato un benefattore dai santantimesi per aver ottenuto che il paese fosse dichiarato "Camera Riservata del Duca", liberando così i cittadini da alcuni pesanti oneri come quello di ospitare le truppe di passaggio. Inoltre, stabilì di rinunciare ai crediti vantati nei confronti del comune e dei cittadini, destinando alcune somme all'acquisto di vestiti per i poveri e per le doti delle ragazze.
Nel 1629, Ippolito di Revertera vendette il castello e il feudo di Sant'Antimo e Fiano a Francesco Ruffo, duca di Bagnara Calabra, con tutti i diritti feudali come lo ius del quartuccio (tassa sulle botti di vino), ius dello scannaggio (tassa sul macello feudale) e ius del mulino (tassa per l'utilizzo del mulino del feudatario). Nel 1641, il Re di Spagna Filippo elevò Sant'Antimo a Principato e conferì a Carlo Ruffo il titolo di Principe.
Nel 1756, Francesco Ruffo vendette il feudo e il castello a Francesco Maria Mirelli, Principe di Teora. I Mirelli effettuarono una ristrutturazione del palazzo, rifecero la facciata con fregi intorno alle finestre e ai balconi e la abbellirono con una scultura in marmo bianco raffigurante lo stemma della famiglia, successivamente rimossa.

### Periodo post-feudale
Con l'abolizione della feudalità nel 1806, il castello passò di proprietà. Gli eredi dei Mirelli furono costretti a venderlo a causa dei debiti: il giardino grande fu acquistato da Antimo Marzocchella, mentre metà castello fu acquistato da Domenico Turco. Nel 1884, i signori Massimo e Pietro Giannangeli acquistarono l'intero castello, che rimane proprietà della famiglia Giannangeli dal 1880.
Nel 1896, il piccolo giardino antistante il castello fu espropriato dal Comune e divenne l'odierna Piazza della Repubblica (precedentemente denominata Piazza Umberto I). Nel 1912, il castello fu dichiarato Monumento Nazionale.

## Architettura

### Esterno
Il castello ha una forma quadrata e vi si accede attraverso una breve rampa. La facciata è caratterizzata da un grande portale d'ingresso in pietra lavica e dalle finestre arcuate del torrione. Il torrione e le due torri laterali sono sormontati da merli a coda di rondine, detti anche merli ghibellini.

### Interno
La struttura interna è caratterizzata dall'androne ricoperto da una volta a botte cilindrica. Il cortile interno scoperto è un palmeto che circonda un pozzo decorativo.
Sul lato nord si trova un grosso cellaio, denominato "il grottone", che era la grande scuderia per i cavalli degli armigeri dei feudatari. Sul lato sud vi sono dei vani che costituivano la piccola scuderia per i cavalli della carrozza baronale, con accanto il vano carrozze e una piccola cappella privata.
Particolarmente caratteristico è il loggiato al primo piano con pilastri ed archi in piperno e con la copertura formata da travi in legno, con due porte di ingresso al piano nobile.
L'appartamento del piano nobile è costituito da un susseguirsi di stanze, abbellite da porte dorate del Settecento. In un salone si trova un affresco della seconda metà del Settecento in stile rococò che rappresenta l'omaggio di un contadino orientale al suo padrone con l'offerta di prodotti della terra. Nel salone delle feste c'è una tela con un ovale centrale che rappresenta una scena campestre festosa. Nello studio è presente una tela che rappresenta le quattro stagioni.
Al secondo piano, un ampio terrazzo con copertura a tegole permette l'accesso ai vani sottotetto e ai vani del torrione e delle torri laterali.
Durante alcuni scavi sono stati ritrovati due sotterranei a cui si accedeva attraverso una botola sul pavimento. In uno di questi furono rinvenuti anelli alle pareti e delle ossa, inizialmente interpretati come resti di una sala di tortura, ma in realtà appartenenti all'antico carcere del castello.

### Giardini
Il castello era un tempo circondato da due giardini: uno piccolo davanti all'edificio (l'attuale Piazza della Repubblica) e un grande giardino posteriore, delimitato dalle attuali strade Via Cardinale Verde, Via Trieste e Trento, Via Cesare Battisti.

## Curiosità
La strada che collega la piazza al castello veniva chiamata "a striscia e Gennangeli". In questa zona, denominata "bascio a striscia", c'erano case e botteghe, come quella di mastro Vincenzo "o stagnaro" e della moglie Marittella, che fabbricava zoccoli in legno.
Nei pressi del castello un tempo c'era un cinema all'aperto, poco distante dal cinema Metropol (dove ora si trova una banca in Via Cardinale Verde) e dal cinema Vittoria, i cui locali sono oggi abbandonati.